# Aphoenops loubensi
Aphoenops loubensi is een keversoort uit de familie van de loopkevers (Carabidae). De wetenschappelijke naam is gepubliceerd in 1953 door Jeannel die de soort vernoemde naar Marcel Loubens. 